# Жиронда
Жиро́нда (фр. Gironde, [ʒiʁɔ̃d] ( прослухати); окс. Gironda, [dʒiˈɾundo]) — департамент на південному заході Франції, один з департаментів регіону Нова Аквітанія.
Адміністративний центр — Бордо. Площа 10 тис. км². Населення 1,4 млн чоловік (2007).

## Географія
Жиронда розташована на узбережжі Атлантичного океану, а районі гирла Гаронни. З південного сходу на північний захід департамент перетинають річки Гаронна і Дордонь. На території департаменту розташована частина лісу Ландів.

## Історія
Департамент був створений під час Великої французької революції 4 березня 1790 р. на місці колишніх провінцій Гієнь і Ґасконь. Від назви департаменту походить назва жирондистів — політичної партії часів Великої французької революції.

## Персоналії
- Леон Дюгі — французький вчений, теоретик права та держави, професор права в університеті в Бордо (1886).